# Bródy Ernő (politikus)
Bródy Ernő (Miskolc, 1873. szeptember 12. – Budapest, 1961. október 15.) ügyvéd, politikus, országgyűlési képviselő, számvevőségi ellenőr, a magyarországi zsidóság egyik prominens alakja a két világháború között. A neves író, Bródy Sándor unokaöccse.

## Életrajza

### Fiatalkora, pályája az első világháborúig
Zsidó vallású családba született, Bródy Vilmos és Weinberger Regina fiaként. Négy testvére volt. Édesapja kereskedő volt, akinek a kedvéért kereskedelmi iskolában kezdett tanulni, azonban az érettségi után úgy döntött, inkább ügyvédnek tanul és apai nagybátyja, az író Bródy Sándor közbenjárására felvételt nyert a Budapesti Tudományegyetem jogi karára. Szintén nagybátyja segítségével még joghallgatóként a Magyar Hírlap országgyűlési tudósítója lett. A lap „képviselőjelöltek arcképcsarnoka” című rovata keretében több más politikus mellett interjút készített Vázsonyi Vilmossal is, akit addig alig ismert, ám az interjút követően annál jobban megkedvelt s hamarosan szoros barátságot kötöttek. Bródy tanulmányait kiegészítendő európai körutat tett, ahonnét hazatérve előbb elvégezte a kötelező katonai szolgálatot, majd letette az ügyvédi vizsgáit és praktizálni kezdett.
Bűnügyi védőként szerzett magának hírnevet, legismertebb ügye a „Zeisig-brosúra” volt, amiben a Zeisig álnéven 1905-ben Habsburg-ellenes brosúrát szerkesztő és kiadó Zigány Árpád írót védte sikerrel. Bródy az 1905–1906-os magyarországi belpolitikai válság hatására kezdett intenzíven foglalkozni a politikával és még abban az évben belépett újdonsült barátja, Vázsonyi Vilmos pártjába (Polgári Demokrata Párt), ahol barátságuk, illetve saját szónoki tehetsége jogán is hamar a belső körbe került. Az 1906-os választásokon mindössze 15 főnyi többséggel lett országgyűlési képviselővé a nagyszőlősi kerületben. 1910-ben szintén Ugocsa vármegyében, a halmi körzetben választották meg. Bródy 1912-ben ismerkedett meg a szabadkőművességgel és lépett be a Demokrácia Páholyba.

### Az első világháború alatt és után
Az első világháború kitörésekor önkéntesen bevonult és végigharcolta azt a déli fronton. Érdemei elismeréséül ki is tüntették, népfölkelő századosként szerelt le. Az 1910 utáni első, 1920-as választásokon már Budapest XI. kerülete választotta parlamenti képviselőjévé. Eközben publicisztikai munkásságát sem szüneteltette. Az 1922-es választásokon nem indult, inkább a fővárosi törvényhatósági bizottsági munkájára koncentrált. Vázsonyi 1926-os halála után megválasztották a párt elnökévé, amit újjászerveztek és átkereszteltek Nemzeti Demokrata Polgári Párttá. Az 1926-os választásokon már ennek a jelöltjeként nyert mandátumot. Bródy vezetése alatt egyesültek a Rassay Károly-féle Független Kisgazda, Földműves és Polgári Párttal 1928-ban Nemzeti Szabadelvű Párt néven. Ennek a jelölésében nyert 1931-ben, 1935-ben és miután átkeresztelték Polgári Szabadságpárttá, 1939-ben is mandátumot. A parlamentben gyakran szólalt fel a zsidóellenes intézkedések, törvények ellen, ami mellett leginkább szociális kérdésekkel foglalkozott.
Magyarország német megszállásakor (1944. március 19.) internálták. 1945 februárjában szabadult fogságából és a Budapesti Nemzeti Bizottság tagja lett, valamint bekapcsolódott a Polgári Demokrata Párt szervezésébe. Ennek előbb budapesti elnöke, majd országos alelnöke lett, Szent-Iványi Sándor 1947-es emigrálását követően pedig az elnökévé választották. Ennek színeiben tagja lett az Ideiglenes Nemzetgyűlésnek is. Az 1945-ös választásokon nem szerzett mandátumot, de beválasztották a Pest-Pilis-Solt-Kiskun vármegyei törvényhatósági bizottságba. Az 1947-es országgyűlési választáson pótképviselő lett; Supka Géza helyére hívták be 1949. március 10-én.
1949. március 31-én pártja, a Polgári Demokrata Párt összeolvadt a Magyar Radikális Párttal és létrehozták a Radikális Demokrata Szövetséget, aminek az elnöke lett, azonban az 1949-es választásokon már nem indulhattak. Bródy 1950-ben vonult nyugdíjba; hitközségében haláláig aktív maradt. Halálát szívkoszorúér-elégtelenség okozta. Felesége Hirschfeld Erzsébet volt, akivel 1907-ben kötött házasságot Budapesten.

## Főbb művei
- Nemzetgyűlési beszédeim, Budapest, 1922.
- A magyar szabadelvűek mozgalma a zsidók egyenjogúsításáért 1840-ben, Budapest, 1934.
- Ki a magyar állampolgár?, Budapest, 1938